# Arthur Cave
Reverend Arthur Meagher Cave (* 13. April 1883; † 1948) war ein irischer Badmintonspieler. 

## Karriere
Arthur Cave siegte 1907 bei den Irish Open im Herreneinzel. 1908 und 1909 wiederholte er diesen Triumph. Bei den All England 1908 unterlag er dagegen im Finale gegen Henry Norman Marrett. 1913 wurde er Irischer Meister im Herrendoppel.

## Sportliche Erfolge
| Saison | Veranstaltung         | Disziplin    | Platz | Name                     |
| ------ | --------------------- | ------------ | ----- | ------------------------ |
| 1907   | Irish Open            | Herreneinzel | 1     | Arthur Cave              |
| 1908   | Irish Open            | Herreneinzel | 1     | Arthur Cave              |
| 1908   | All England           | Herreneinzel | 2     | Arthur Cave              |
| 1909   | Irish Open            | Herreneinzel | 1     | Arthur Cave              |
| 1913   | Irische Meisterschaft | Herrendoppel | 1     | Arthur Cave / T. G. Good |